# Troup (Texas)
Troup es una ciudad ubicada en el condado de Smith en el estado estadounidense de Texas. En el Censo de 2010 tenía una población de 1869 habitantes y una densidad poblacional de 299,31 personas por km².

## Geografía
Troup se encuentra ubicada en las coordenadas 32°8′42″N 95°7′21″O / 32.14500, -95.12250. Según la Oficina del Censo de los Estados Unidos, Troup tiene una superficie total de 6.24 km², de la cual 6.22 km² corresponden a tierra firme y (0.41%) 0.03 km² es agua.

## Demografía
Según el censo de 2010, había 1869 personas residiendo en Troup. La densidad de población era de 299,31 hab./km². De los 1869 habitantes, Troup estaba compuesto por el 70.47% blancos, el 20.6% eran afroamericanos, el 0.21% eran amerindios, el 0.43% eran asiáticos, el 0% eran isleños del Pacífico, el 5.78% eran de otras razas y el 2.51% pertenecían a dos o más razas. Del total de la población el 12.52% eran hispanos o latinos de cualquier raza.